# Markt Taschendorf
Markt Taschendorf es un municipio situado en el distrito de Neustadt an der Aisch-Bad Windsheim, en el estado federado de Baviera (Alemania). Tiene una población estimada, a fines de 2020, de 1003 habitantes.
Está ubicado al oeste del estado, en la región de Franconia Media, a poca distancia al sur de la orilla del río Meno —un afluente derecho del Rin— y al este de la frontera con el estado de Baden-Wurtemberg.
Formalmente es un marktgemeinde, denominación que se aplica a los municipios que por razones históricas tienen derecho a celebrar mercado.